# Первомайский (Старооскольский городской округ)
Первомайский — посёлок в Старооскольском районе Белгородской области. Входит в состав Потуданской сельской территории.

## История
Посёлок Первомайский образован в 1925 году. 16 июня 1934 года Первомайский вошел в Верхне-Боровой Потуданский сельский Совет трудящихся Шаталовского района Воронежской области.
Указом Президиума Верховного Совета СССР от 6 января 1954 года образована Белгородская область. Верхне-Боровой Потуданский сельский Совет депутатов трудящихся Шаталовского района вместе с поселком Первомайским стал входить в Белгородскую область. Указом Президиума Верховного Совета РСФСР от 1 февраля 1963 года Шаталовский район был упразднён, и его территория вошла в Старооскольский район. Певромайский вошёл в состав Старооскольского района Белгородской области.
В 1985 году в посёлке Первомайский проживало 5 человек и было 3 домовладения. В настоящее время население в поселке Первомайский отсутствует.

## Население
| 2002 | 2010 |
| ---- | ---- |
| 0    | →0   |